# Château Brane-Cantenac
Le château Brane-Cantenac est un domaine viticole de 75 hectares situé à Cantenac en Gironde. Son vin, en AOC margaux, est classé deuxième grand cru dans la classification officielle des vins de Bordeaux de 1855.

## Histoire du domaine
Appelé du nom de ses propriétaires successifs, Hostein au XVIIe puis Gorce au XVIIIe siècle, ce grand domaine viticole produit bien avant le classement de 1855 l’un des vins les plus réputés du Médoc[réf. nécessaire]. Sa cotation le place alors tout à fait en tête des grands crus.
Fin XVIIIe, on cite le vin de Gorce juste après celui de Latour à Pauillac : « le plus proche du précédent, se vend un quart de moins et est reconnu particulièrement pour son bouquet exceptionnel »[réf. nécessaire].
La famille de Gorce est décimée pendant la révolution. La jeune Marie-Françoise de Gorce, orpheline, conserve la propriété malgré les difficultés. Mais elle est contrainte de la revendre en 1833 au Baron Hector de Brane qui vient de se séparer de son domaine de Pauillac, Brane-Mouton (aujourd’hui Mouton-Rothschild). Le Baron est âgé et il meurt peu après. Son fils Jacques-Maxime de Brane, viticulteur talentueux, au surnom de « Napoléon des vignes », s’attelle à faire à Gorce ce qu’il a déjà accompli à Mouton du temps de son père : replanter le terroir avec une majorité de Cabernet-Sauvignon et transformer les bâtiments pour créer une exploitation moderne.
En 1838, Jacques Maxime de Brane change le nom du domaine en accolant le sien à celui du village. Il écrit alors : « faiblesse ou orgueil, j’ai foi en mon nom et décide de donner à Gorce le nom de Brane-Cantenac »[réf. nécessaire].
Le cru est classé second lors du classement de 1855, confortant ainsi un siècle de tradition.
En 1866, le Baron, sans héritier et après une vie de travail bien remplie, décide de vendre Brane-Cantenac à ses voisins et amis du Château d’Issan, la famille Roy. Le cru est cité lors de la vente comme « premier second cru ». Le baron continue à conseiller ses acheteurs et meurt dix ans plus tard. Il restera une grande figure de la légende bordelaise.
Monsieur Roy, grande fortune parisienne, et son gendre Berger continuent brillamment l’œuvre de leur ami. Le cru à la fameuse étiquette dorée atteint alors le prix des premiers crus et se pose en rival de l’illustre Château Margaux. Sa renommée est telle que les propriétaires des autres châteaux du village ont eu l’idée de se regrouper sous la bannière de Cantenac plutôt que celle de Margaux. Et certains ont même choisi d’adopter une couleur d’étiquette identique à celle de Brane.
La guerre de 1914-1918 sonne le glas de leurs ambitions, les propriétés sont quasi à l’abandon, et à partir de 1920, les Berger doivent se résoudre à vendre Brane à un consortium de viticulteurs et de négociants, la Société des Grands Crus de France, qui rachète simultanément un grand nombre de crus classés dont Château Margaux. En 1925, cette Société est dissoute. Un de ses actionnaires, Léonce Récapet, reprend alors Brane-Cantenac et 40 % de Château Margaux. Cet ancien distillateur de l’Entre-deux-Mers, également propriétaire du Château Bonnet, bien que néo-viticulteur, fait preuve d’inventivité, de courage et de ténacité pour maintenir ces crus dans une période économiquement très difficile. Il est aidé en cela par son gendre François Lurton. Après la mort de son beau-père et face aux difficultés matérielles dues à la seconde guerre mondiale, François Lurton doit se résoudre à vendre ses parts de Château Margaux. Il conserve cependant Brane-Cantenac qu’il léguera à son deuxième fils, Lucien, en 1954.
Lucien Lurton, ingénieur agricole de formation, s’installe à Brane avec son épouse Marie-Jeanne. Grand viticulteur, passionné par l’histoire, les techniques viticoles et les sols, mais aussi homme pragmatique et de terrain, il remet Brane-Cantenac au sommet. Fort de sa réussite, il investit aussi fortement sur d’autres propriétés avec toujours la conviction que le terroir et la qualité du vignoble sont prépondérants.
De 1956 à 1970, Lucien et Marie-Jeanne Lurton ont onze enfants. En 1992 au sommet de sa réussite professionnelle, Lucien Lurton, alors à la tête de onze Châteaux dont 6 crus classés, cède ses propriétés à ses enfants. C’est son fils Henri qui prend alors les rênes de la propriété. Sa formation d’œnologue, axée sur la technique et la recherche, et sur la vigne et la connaissance des sols, est dans la stricte philosophie familiale pour laquelle la qualité du produit est primordiale. Il s’est donné pour mission de perpétuer le style de ce vin racé, aromatique, à la fois complexe et équilibré en tenant compte de la qualité du millésime et surtout de l’exceptionnelle richesse du terroir.

## Terroir
L'encépagement du vignoble exploité sur 75 hectares est constitué à 65 % de cabernet-sauvignon, 30 % de merlot et 5 % de cabernet franc. Depuis 2007, la carménère, un vieux cépage local, a été replanté.

## Vins

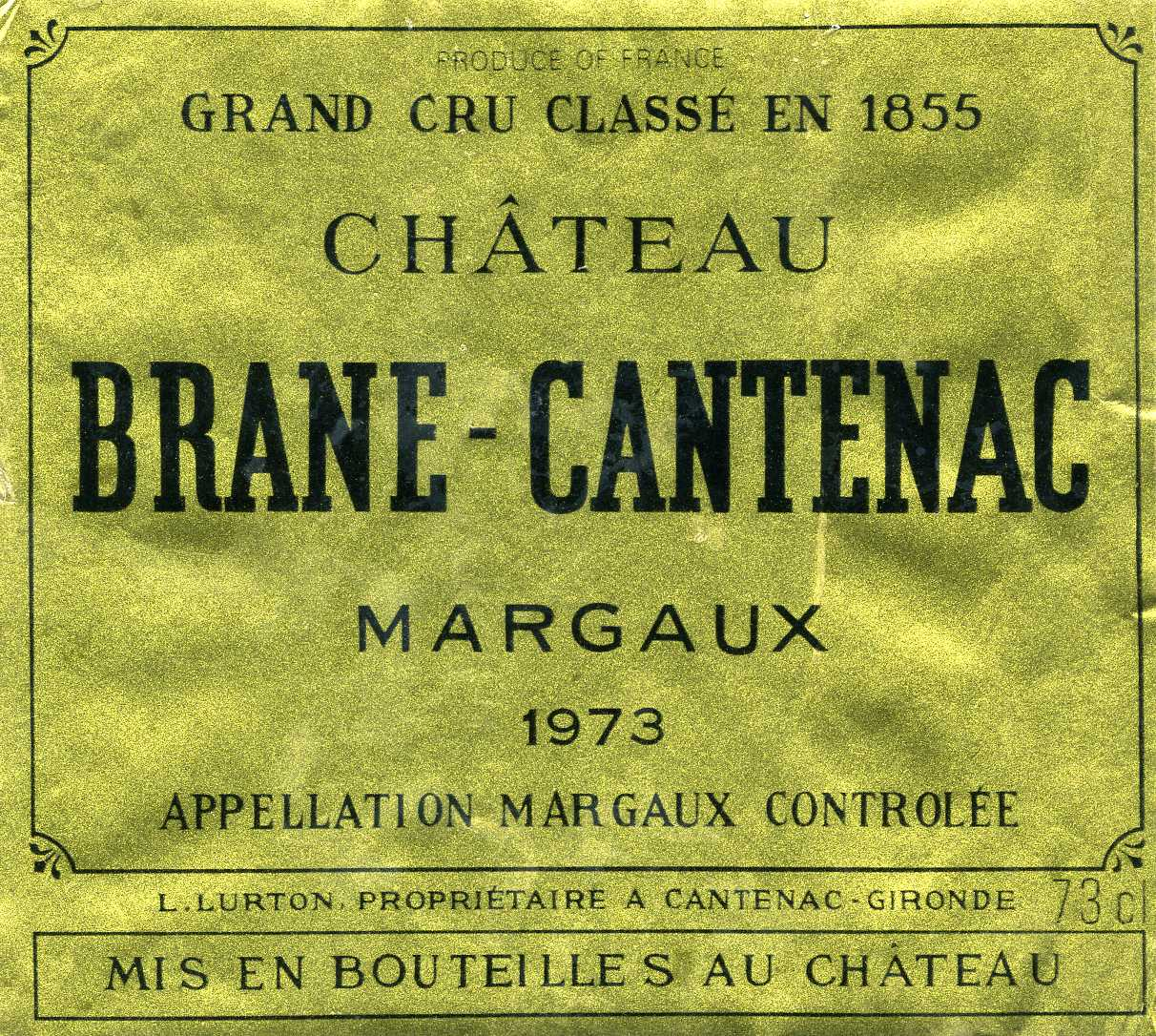
Etiquette de château Brane-Cantenac 2007.

Le domaine produit trois différents vins :
- Le grand vin Château Brane Cantenac est produit à environ 150 000 bouteilles annuelles. Il est issu d'un assemblage classique de cabernet sauvignon, merlot et cabernet Franc, vinifié traditionnellement après une vendange manuelle, un tri optique, une fermentation malolactique en barrique. Il est élevé 18 mois en fûts de chêne français à 70 % neufs. Il est en majoritairement issu de la croupe graveleuse de Brane.
- Le second vin, Baron de Brane, est issu des mêmes cépages mais ne comporte pas de cabernet franc la plupart du temps. Il est élevé en barriques pendant 12 mois, dont 20 % en bois neuf. Sa production est aussi d'environ 150 000 bouteilles par an.
- Le troisième vin, appelé château Notton, est issu d'un vignoble dont il porte le nom, composé de jeunes vignes et de parcelles variées sur Margaux.